# Argentina en los Juegos Paralímpicos de Tokio 2020
La participación de Argentina en los Juegos Paralímpicos de Tokio 2020, realizada en esa ciudad del Japón del 24 de agosto al 5 de septiembre de 2021, fue la 16.ª actuación paralímpica de los deportistas argentinos, en la también 16.ª edición de los Juegos Paralímpicos. Los Juegos debieron realizarse un año después de su fecha original debido a la pandemia de COVID-19. El responsable del equipo paralímpico fue el Comité Paralímpico Argentino, así como las federaciones deportivas nacionales de cada deporte con participación.
La delegación quedó integrada por 58 deportistas; 39 hombres (67,3%) y 19 mujeres (32,7%), con participación en 11 deportes. Para portar la bandera en la apertura fueron elegidos la atleta Yanina Martínez y el judoca Fabián Ramírez. Para portar la bandera en el cierre fue elegido el futbolista Maximiliano Espinillo.
Finalizada su actuación, Argentina obtuvo nueve medallas (cinco de plata y cuatro de bronce) y 34 diplomas (puestos 4º a 8º), en ocho de los once deportes en que se presentó. Obtuvieron medallas de plata en natación Fernando Carlomagno (natación, 100 metros espalda S7) y Matías de Andrade (100m espalda S6); en atletismo Brian Impellizzeri (salto en largo T37) y Hernán Urra (bala F35), este último con récord continental; y el fútbol 5. Obtuvieron medalla de bronce en atletismo, Antonella Ruiz Díaz (bala F41), Yanina Martínez	(200 metros T36) y Alexis Chávez (100 metros T36); y en taekwondo Juan Samorano (hasta 75 kilos).
El país ocupó la posición #63 en el medallero, ordenado por jerarquía de medalla, y la posición #35, ordenado por cantidad de medallas, sobre 166 países. Contando medallas y diplomas, se trató de uno de los mejores desempeños históricos del paralimpismo argentino.

## Medallas
| Medalla | Nombre              | Deporte   | Evento                | Fecha      |
| ------- | ------------------- | --------- | --------------------- | ---------- |
|         |                     |           |                       |            |
|         | Fernando Carlomagno | Natación  | 100 metros espalda S7 | 30/08/2021 |
|         | Brian Impellizzeri  | Atletismo | salto en largo T37    | 02/09/2021 |
|         | Hernán Urra         | Atletismo | bala F35 (RC)         | 02/09/2021 |
|         | Matías de Andrade   | Natación  | 100m espalda S6       | 03/09/2021 |
|         | Los Murciélagos     | Fútbol 5  | Fútbol 5              | 04/09/2021 |
|         | Antonella Ruiz Díaz | Atletismo | bala F41              | 27/08/2021 |
|         | Yanina Martínez     | Atletismo | 200 metros T36        | 29/08/2021 |
|         | Juan Samorano       | Taekwondo | hasta 75 kilos        | 03/09/2021 |
|         | Alexis Chávez       | Atletismo | 100 metros T36        | 04/09/2021 |

| Medallas por deporte | Medallas por deporte | Medallas por deporte | Medallas por deporte | Medallas por deporte | Medallas por deporte |
| -------------------- | -------------------- | -------------------- | -------------------- | -------------------- | -------------------- |
| Deporte              |                      |                      |                      | Total                |                      |
| Atletismo            | 0                    | 2                    | 3                    | 5                    |                      |
| Natación             | 0                    | 2                    | 0                    | 2                    |                      |
| Taekwondo            | 0                    | 0                    | 1                    | 1                    |                      |
| Fútbol 5             | 0                    | 1                    | 0                    | 1                    |                      |
| Total                | 0                    | 5                    | 4                    | 9                    |                      |

## Diplomas
La delegación obtuvo 34 diplomas en natación (12), atletismo (10), ciclismo (7), tenis adaptado (2), judo (1), remo (1) y tenis de mesa (1).
| Atletas                            | Deporte        | Evento                                        | Posición         | Fecha           | Referencias |
| ---------------------------------- | -------------- | --------------------------------------------- | ---------------- | --------------- | ----------- |
| Maximiliano Gómez-Sebastián Tolosa | Ciclismo       | 4000m persecución individual Clase B          | 5ª               | 25 de agosto    | [ 5 ]       |
| Mariela Delgado                    | Ciclismo       | 3000m de la categoría individual Pursuit (C5) | 7ª               | 25 de agosto    | [ 5 ]       |
| Daniela Giménez                    | Natación       | 100m pecho (SB9)                              | 4ª               | 26 de agosto    | [ 6 ]       |
| Iñaki Basiloff                     | Natación       | 200 m combinados S7                           | 4ª               | 27 de agosto    | [ 7 ]       |
| Fernando Carlomagno                | Natación       | 200m combinado S7                             | 5ª               | 27 de agosto    | [ 8 ]       |
| Analuz Pellitero                   | Natación       | 100m espalda (S12)                            | 7ª               | 27 de agosto    | [ 8 ]       |
| Nadia Báez                         | Natación       | 50m libres (S11)                              | 6ª               | 27 de agosto    | [ 8 ]       |
| Marilú Romina Fernández            | Atletismo      | clava (F32)                                   | 5ª               | 27 de agosto    | [ 8 ]       |
| Constanza Garrone                  | Atletismo      | Tenis de mesa                                 | cuartos de final | 27 de agosto    | [ 8 ]       |
| Maximiliano Gómez-Sebastián Tolosa | Ciclismo       | 1000 metros contrarreloj de la Clase B        | 7ª               | 28 de agosto    | [ 9 ]       |
| Laura González                     | Judo           | judo categoría -57kg                          | repechaje        | 27 de agosto    | [ 10 ]      |
| Iñaki Basiloff                     | Natación       | 400 m libre masculino S7                      | 4ª               | 29 de agosto    | [ 7 ]       |
| Nicolás Rivero                     | Natación       | 100m pecho (SB4)                              | 6ª               | 29 de agosto    | [ 11 ]      |
| Brenda Sardón                      | Remo           | PR1 Par de remos                              | 8ª               | 29 de agosto    | [ 11 ]      |
| Iñaki Basiloff                     | Natación       | 100 m espalda masculino S7                    | 7ª               | 30 de agosto    | [ 7 ]       |
| Lucas Poggi                        | Natación       | 100 m espalda masculino S7                    | 8ª               | 30 de agosto    | [ 12 ]      |
| Gustavo Fernández-Agustín Ledesma  | Tenis adaptado | doble masculino                               | cuartos de final | 30 de agosto    | [ 13 ]      |
| Hernán Barreto                     | Atletismo      | 100 m (T35)                                   | 6ª               | 30 de agosto    | [ 14 ]      |
| Maximiliano Gómez-Sebastián Tolosa | Ciclismo       | Prueba contra reloj Clase B                   | 5ª               | 31 de agosto    | [ 15 ]      |
| Mariela Delgado                    | Ciclismo       | Prueba contra reloj (C5)                      | 7ª               | 31 de agosto    | [ 15 ]      |
| Alexis Chávez                      | Atletismo      | 400 m (récord continental)                    | 4ª               | 31 de agosto    | [ 15 ]      |
| Yanina Martínez                    | Atletismo      | 100 m (T36)                                   | 4ª               | 31 de agosto    | [ 15 ]      |
| Gustavo Fernández                  | Tenis          | Single                                        | Cuartos de final | 1 de septiembre | [ 16 ]      |
| Constanza Garrone-Verónica Blanco  | Tenis de mesa  | Dobles femenino                               | Cuartos de final | 1 de septiembre | [ 17 ]      |
| Nadia Báez                         | Natación       | 100m pecho (SB11)                             | 5ª               | 1 de septiembre | [ 16 ]      |
| Daniela Giménez                    | Natación       | 200m combinados (SM9)                         | 8ª               | 1 de septiembre | [ 16 ]      |
| Marilú Romina Fernández            | Atletismo      | lanzamiento de bala (F32)                     | 5ª               | 1 de septiembre | [ 18 ]      |
| Mahira Bergallo                    | Atletismo      | Bala (F35)                                    | 7ª               | 2 de septiembre | [ 19 ]      |
| Mariela Delgado                    | Ciclismo       | ciclismo de ruta Clase 4-5                    | 7ª               | 2 de septiembre | [ 20 ]      |
| Iñaki Basiloff                     | Natación       | 50 m mariposa masculino S7                    | 7ª               | 3 de septiembre | [ 21 ]      |
| Maximiliano Gómez-Sebastián Tolosa | Ciclismo       | Ciclismo de ruta Clase B                      | 6ª               | 3 de septiembre | [ 22 ]      |
| Pablo Giménez Reinoso              | Atletisno      | bala (F57)                                    | 8ª               | 31 de agosto    | [ 23 ]      |
| Aldana Ibáñez                      | Atletismo      | salto en largo (T47)                          | 8ª               | 3 de agosto     | [ 21 ]      |
| Hernán Barreto                     | Atletismo      | 200 m (T35)                                   | 5ª               | 4 de septiembre | [ 24 ]      |

## Medalla de bronce en lanzamiento de bala
El 27 de agosto, en el tercer día de los Juegos, Antonella Ruiz Díaz obtuvo la medalla de bronce en lanzamiento de bala (clase F41), con una marca de 9,50 metros, récord personal. La atleta argentina de 24 años, nacida en Gualeguaychú, se inició en el atletismo tardíamente, en 2017. Llegó a Tokio con fuertes antecedentes, luego de obtener en los Juegos Parapanamericanos de Lima 2019, medalla de oro en disco (25,80m) y medalla de plata en bala (8,34m), marca que mejoró en el Campeonato Mundial de Dubái 2019, donde ganó la medalla de plata en bala al alcanzar 9.49m.
Ruiz comenzó la competencia lanzando la bala a 9.11 metros, que la ubicaron en cuarto lugar. Pero en su segundo lanzamiento, la argentina obtuvo una marca de 9.35 metros que la colocó en tercer lugar. Las posiciones no se alterarían en los siguientes lanzamientos, aun cuando Ruiz marcó en el cuarto turno 9.50 metros, su mejor marca personal histórica.
| Lanzamiento de bala femenino (F41)  | Lanzamiento de bala femenino (F41) | Lanzamiento de bala femenino (F41) | Lanzamiento de bala femenino (F41) | Lanzamiento de bala femenino (F41) |
|                                     | País                               | Atleta                             | Metros                             |                                    |
| ----------------------------------- | ---------------------------------- | ---------------------------------- | ---------------------------------- | ---------------------------------- |
| 1                                   | Túnez                              | Raouna Tlili                       | 10.55 (RM)                         |                                    |
| 2                                   | Colombia                           | Mayerli Buitrago                   | 9.94                               |                                    |
| 3                                   | Argentina                          | Antonella Ruiz Díaz                | 9.50                               |                                    |
| 4                                   | Túnez                              | Samar Ben Koeleb                   | 9.18                               |                                    |
| 5                                   | Marruecos                          | Youssra Karim                      | 8.99                               |                                    |
| 6                                   | Canadá                             | Charlotte Bolton                   | 8.73                               |                                    |
| 7                                   | Marruecos                          | Hayat El Garaa                     | 8.26                               |                                    |
| 8                                   | Croacia                            | Ana Gradecak                       | 8.07                               |                                    |
| 9                                   | República Centroafricana           | Veronica Ndakara                   | 6.50                               |                                    |
| 10                                  | Montenegro                         | Marijana Goranović                 | 6.35                               |                                    |
| 11                                  | Ruanda                             | Claudine Uwitije                   | 5.87                               |                                    |
| Fuente: Sitio oficial de los Juegos |                                    |                                    |                                    |                                    |

## Medalla de bronce en 200 metros T36
El 29 de agosto, en el cuarto día de los Juegos, Yanina Martínez obtuvo la medalla de bronce en 200 metros (clase T36). La velocista argentina había participado en los Juegos de Londres 2012 (donde obtuvo una medalla de bronce pero luego fue descalificada) y Río de Janeiro 2016, donde obtuvo una medalla de oro. Martínez había salido tercera en la serie clasificatoria, con un tiempo de 30.97.
En la final se mantuvo tercera hasta los tramos finales donde fue rebasada por la alemana Nicole Nicoleitzik, quien corría por el andarivel contiguo. Sin embargo la corredora alemana fue luego descalificada por invadir el andarivel de Fernández. La corredora argentina terminó la carrera con un tiempo de 30.96, virtualmente idéntico al establecido en la serie.
| Lanzamiento de bala femenino (F41)  | Lanzamiento de bala femenino (F41) | Lanzamiento de bala femenino (F41) | Lanzamiento de bala femenino (F41) | Lanzamiento de bala femenino (F41) |
|                                     | País                               | Atleta                             | Tiempo                             |                                    |
| ----------------------------------- | ---------------------------------- | ---------------------------------- | ---------------------------------- | ---------------------------------- |
| 1                                   | China                              | Shi Yiting                         | 28.21 (RM)                         |                                    |
| 2                                   | Nueva Zelanda                      | Danielle Aitchison                 | 29.88                              |                                    |
| 3                                   | Argentina                          | Yanina Martínez                    | 30.96                              |                                    |
| 4                                   | Corea del Sur                      | Jeon Min Jae                       | 31.17                              |                                    |
| 5                                   | Países Bajos                       | Cheyenne Bouthoorn                 | 31.30                              |                                    |
| 6                                   | Brasil                             | Samira da Silva Brito              | 31.92                              |                                    |
| 7                                   | Brasil                             | Tascitha Oliveira Cruz             | 32.91                              |                                    |
| 8                                   | Alemania                           | Nicole Nicoleitzik                 | descalificada                      |                                    |
| Fuente: Sitio oficial de los Juegos |                                    |                                    |                                    |                                    |

## Medalla de plata en 100 metros espalda S7
El 30 de agosto, en el quinto día de los Juegos, Fernando "Pipo" Carlomagno obtuvo la medalla de plata en natación, en la prueba de 100 metros espalda (clase S7).
Carlomagno ganó su serie con un tiempo de 1:09.12, que estableció un nuevo récord paralímpico y continental. En la final Carlomagno mejoró aún más su tiempo, marcando un excepcional tiempo de 1:08.83, registro que superó el récord mundial vigente hasta la carrera (1:08.92, establecido por Bohdan Hrynenko el 12 de septiembre de 2019) y que constituyó también un nuevo récord continental. Pero el ucraniano Andrii Trusov, logró mejorar aún más el récord, con un tiempo de 1:08.14, quedándose de ese modo con la medalla de oro. En la prueba, otros dos argentinos, Inaki Basiloff y Lucas Nicolas Poggi, obtuvieron diploma olímpico a finalizar en séptimo y octavo lugar, respectivamente.
| 100 metros espalda S7               | 100 metros espalda S7 | 100 metros espalda S7 | 100 metros espalda S7 | 100 metros espalda S7 |
|                                     | País                  | Atleta                | Tiempo                |                       |
| ----------------------------------- | --------------------- | --------------------- | --------------------- | --------------------- |
| 1                                   | Ucrania               | Andrii Trusov         | 1:08.14 (RM)          |                       |
| 2                                   | Argentina             | Fernando Carlomagno   | 1:08.83 (RC)          |                       |
| 3                                   | Israel                | Mark Malyar           | 1:10.08               |                       |
| 4                                   | Rusia                 | Andrei Gladkov        | 1:10.58               |                       |
| 5                                   | Ucrania               | Yevhenii Bohodaiko    | 1:11.57               |                       |
| 6                                   | Italia                | Federico Bicelli      | 1:12.25               |                       |
| 7                                   | Argentina             | Inaki Basiloff        | 1:15.00               |                       |
| 8                                   | Argentina             | Lucas Nicolas Poggi   | 1:15.22               |                       |
| Fuente: Sitio oficial de los Juegos |                       |                       |                       |                       |

## Medalla de plata en salto en largo T37
El 2 de septiembre, en el octavo día de los Juegos, Brian Impellizzeri obtuvo la medalla de plata en salto en largo (clase T37). Impellizzeri, con 23 años de edad, llegaba con el antecedente de haber obtenido la medalla de oro en los Juegos Parapanamericanos de 2019.
Impellizzeri comenzó la serie de seis intentos con un buen salto de 6.00 metros, que la ubicó en segundo lugar, y en su segundo intento marcó 6.44 m, su mejor marca personal, que le permitió colocarse transitoriamente en la punta. Pero en la siguiente ronda, el ucraniano 
Vladyslav Zahrebelnyi saltó una distancia de 6.59 metros, que lo llevó a tomar la delantera hasta el final. Impellizzeri, por su parte, no se vio amenazado por los demás competidores y terminó con una amplia diferencia de 31 cm sobre el tercero.
| Salto en largo T37                  | Salto en largo T37 | Salto en largo T37         | Salto en largo T37 | Salto en largo T37 |
|                                     | País               | Atleta                     | Metros             |                    |
| ----------------------------------- | ------------------ | -------------------------- | ------------------ | ------------------ |
| 1                                   | Ucrania            | Vladyslav Zahrebelnyi      | 6.59 (RA)          |                    |
| 2                                   | Argentina          | Brian Impellizzeri         | 6.44               |                    |
| 3                                   | Brasil             | Mateus Evangelista Cardoso | 6.05               |                    |
| 4                                   | Rusia              | Chermen Kobesov            | 6.00               |                    |
| 5                                   | Rusia              | Sergei Biriukov            | 5.96               |                    |
| 6                                   | Grecia             | Konstantinos Kamaras       | 5.95               |                    |
| 7                                   | Polonia            | Mateusz Owczarek           | 5.85               |                    |
| 8                                   | Francia            | Valentin Bertrand          | 5.80               |                    |
| Fuente: Sitio oficial de los Juegos |                    |                            |                    |                    |

## Medalla de plata en bala F35
El 2 de septiembre, en el octavo día de los Juegos, Hernán Urra obtuvo la medalla de plata en lanzamiento de bala (clase T35), con récord continental, repitiendo su desempeño en los Juegos Paralímpicos de Río de Janeiro 2016.
Urra comenzó la serie de seis intentos con una marca de 15.12 metros, que la ubicó en quinto lugar. En su segundo intento marcó 15.53 m, que le permitió ascender al segundo lugar, para disputar el oro con el uzbeco Norbekov. En su último intento Urra logró una excelente marca de 15.90 metros, récord continental, pero también en su última oportunidad, el uzbeco marcó los 16.13 metros, que le dieron el oro. Urra aventajó por 39 cm al tercero.
| Medalla de plata en bala F35        | Medalla de plata en bala F35 | Medalla de plata en bala F35 | Medalla de plata en bala F35 | Medalla de plata en bala F35 |
|                                     | País                         | Atleta                       | Metros                       |                              |
| ----------------------------------- | ---------------------------- | ---------------------------- | ---------------------------- | ---------------------------- |
| 1                                   | Uzbekistán                   | Khusniddin Norbekov          | 16.13                        |                              |
| 2                                   | Argentina                    | Hernán Urra                  | 15.90 (RC)                   |                              |
| 3                                   | China                        | Fu Xinhan                    | 15.41                        |                              |
| 4                                   | Irán                         | Seyed Aliasghar Javanmardi   | 15.40                        |                              |
| 5                                   | Letonia                      | Edgars Bergs                 | 14.70                        |                              |
| 6                                   | Rusia                        | Alexander Elmin              | 13.78                        |                              |
| 7                                   | India                        | Arvind                       | 13.48                        |                              |
| 8                                   | Italia                       | Nicky Russo                  | 12.58                        |                              |
| Fuente: Sitio oficial de los Juegos |                              |                              |                              |                              |

## Medalla de plata en 100m espalda S6
El 3 de septiembre, en el octavo día de los Juegos, Matías de Andrade obtuvo la medalla de plata en natación, en la prueba de 100 metros espalda (clase S6).
De Andrade ganó su serie con un muy buen tiempo de 1:14.38, con un notable tiempo de reacción de 0.53 segundos, que superó por mucho al de todos los demás nadadores. En la final no pudo mejorar su tiempo, y marcó 1:15.40, que lo llevó a luchar a brazo partido por un lugar en el podio con el croata Sinovcic y el chino Yang Hong, que finalmente entraron tercero y cuarto con una diferencia de apenas 4 décimas.
| 100 metros espalda S6 | 100 metros espalda S6 | 100 metros espalda S6 | 100 metros espalda S6 | 100 metros espalda S6 |
|                       | País                  | Atleta                | Tiempo                |                       |
| --------------------- | --------------------- | --------------------- | --------------------- | --------------------- |
| 1                     | China                 | Jia Hongguang         | 1:12.72               |                       |
| 2                     | Argentina             | Matías de Andrade     | 1:15.40               |                       |
| 3                     | Croacia               | Dino Sinovcic         | 1:15.74               |                       |
| 4                     | China                 | Yang Hong             | 1:15.83               |                       |
| 5                     | China                 | Wang Jingang          | 1:16.51               |                       |
| 6                     | Francia               | Laurent Chardard      | 1:19.00               |                       |
| 7                     | Países Bajos          | Thijs van Hofweegen   | 1:19.69               |                       |
| 8                     | España                | David Sánchez Sierra  | 1:19.92               |                       |

## Medalla de bronce en taekwondo hasta 75k (K44)
El 3 de septiembre, en el octavo día de los Juegos, Juan Samorano obtuvo medalla de bronce en taekwondo, en la prueba de hasta 75k (K44).
Samorano ingresó a la competencia clasificado como número 11, entre doce competidores. Su primer combate fue contra el ucraniano Anton Shvets, de 27 años, excampeón mundial K43 en 2015, clasificado en sexto lugar. Samorano abrumó a Shvets venciéndolo en los tres rounds por 14-4, 19-7 y 19-9, con un score final de 52-20.
Su segundo combate fue contra el kazajo Nurlan Dombayev, dos veces campeón mundial K43 (2017-2019), clasificado en tercer lugar. Dombayev dominó el combate en los dos primeros rounds, ingresando al tercero con una ventaja de 5 puntos, que aumentó a 9 puntos, al iniciarse el último round. Samorano logró reducir la diferencia a 7 puntos y cuando el combate expiraba, revirtió la diferencia obteniendo 7 puntos en seis segundos, empatando el encuentro en 25 y llevándolo a un cuarto round de desempate a primera diferencia. Allí el kazajo marcó primero y se llevó la victoria.
Samorano debió ir entonces al repechaje, donde volvió a enfrentar a Dombayev, esta vez por la medalla de bronce. Como en el combate anterior, el kazajo dominó los dos primeros rounds, sacando una ventaja de 5 puntos al ingresar al último round. Pero una vez más el argentino revirtió el resultado en un tercer round muy emotivo, en el que Samorano se puso a un punto faltando 35 segundos, y cuando parecía que el encuentro quedaba en manos del asiático, faltando solo dos segundos, el argentino conectó una patada que le dio la medalla, por un score mínimo de 13-12.

## Medalla de bronce en 100 metros T36
El 4 de septiembre, en el decimoprimer y anteúltimo día de los Juegos, Alexis Chávez obtuvo la medalla de bronce en 100 metros (clase T36). El velocista argentino había tenido un desempeño sobresaliente dos años antes, cuando con 17 años, obtuvo las medallas de oro en 100 y 400 metros en los Juegos Parapanamericanos de 2019 y un cuarto lugar en 400 metros, en el Campeonato Mundial de Atletismo Adaptado. En Tokio 2020, Chávez ya había corrido en la prueba de 400 metros, finalizando cuarto con récord continental y a solo 39 centésimas de la medalla de bronce.
Chávez había salido tercero en la serie clasificatoria, con un notable tiempo de 11.91, que superó el récord paralímpico vigente. En la final no pudo repetir el tiempo marcado en la serie (que le hubiera dado la medalla de plata), llegando nuevamente tercero con un tiempo de 12.02, a apenas dos centésimas de la medalla de plata y a más de un segundo del cuarto.
| 100 metros T36                       | 100 metros T36 | 100 metros T36            | 100 metros T36 | 100 metros T36 |
|                                      | País           | Atleta                    | Tiempo         |                |
| ------------------------------------ | -------------- | ------------------------- | -------------- | -------------- |
| 1                                    | China          | Deng Peicheng             | 11.85 (RP)     |                |
| 2                                    | Australia      | James Turner              | 12.00          |                |
| 3                                    | Argentina      | Alexis Chávez             | 12.02          |                |
| 4                                    | Malasia        | Ridzuan Puzi              | 12.15          |                |
| 5                                    | China          | Yang Yifei                | 12.18          |                |
| 6                                    | Brasil         | Aser Mateus Almeida Ramos | 12.32          |                |
| 7                                    | Rusia          | Evgenii Torsunov          | 12.49          |                |
| 8                                    | Rusia          | Evgenii Shvetcov          | 12.51          |                |
| Fuente: Sitio oficial de los Juegos. |                |                           |                |                |

## Medalla de plata en fútbol 5 (para ciegos)
El 4 de septiembre, en el decimoprimer y anteúltimo día de los Juegos, la selección argentina Los Murciélagos, obtuvo la medalla de plata en fútbol 5 adaptado para invidentes. Argentina llegaba con tres medallas olímpicas en cuatro participaciones, la última de ellas, una medalla de bronce obtenida en Río de Janeiro 2016. El equipo argentino estuvo integrado por Germán Mulek (arquero), Ángel Deldo García, Federico Accardi, Froilán Padilla, Maximiliano Espinillo, Darío Lencina (arquero suplente), Marcelo Panizza, Brian Pereira, Nicolás Véliz y Nahuel Heredia.
En el torneo compitieron ocho países, divididos en dos grupos de cuatro. Los dos primeros de cada grupo clasificaban a una etapa de eliminación directa. Argentina compartió el Grupo B con Marruecos, España y Tailandia, mientras que el Grupo A estuvo integrado por Brasil, China, Japón y Francia.
Argentina debutó con un triunfo contra Marruecos, por 2-1, ambos goles marcados por Maximiliano Espinillo, estrella del equipo. El segundo partido fue contra España, volviendo a vencer 2-0 el equipo de Los Murciélagos, con dos otros goles de Espinillo. Argentina cerró la etapa de grupos venciendo 3-0 a Tailandia, con goles de Nicolás Véliz, Ángel Deldo García y Espinillo.
En la etapa eliminatoria Argentina enfrentó en semifinales a China, que había obtenido la medalla de plata en Río 2016. Nuevamente Los Murciélagos se mostraron superiores y vencieron 2-0 a su rival, liderados por Espinillo que convirtió un gol en cada tiempo. La final fue contra Brasil, ganador de cuatro medallas de oro en cuatro participaciones. El partido fue muy duro y con escasas oportunidades de gol para ambos bandos, hasta que Brasil tuvo una oportunidad y logró convertir un gol faltando 7 minutos para el final, que Argentina no logró revertir.

## Eventos clasificados

### Atletismo
En atletismo, la delegación argentina quedó integrada por doce atletas: Yanina Martínez (100 y 200 metros T36), Hernán Barreto (100 y 200 metros T35), Hernán Urra (lanzamiento de bala T35), Brian Impellizzeri (salto en largo T37), Alexis Chávez (100 y 200 metros T36), Antonella Ruiz Díaz (lanzamiento de bala y disco F41), Florencia Romero (lanzamiento de bala y disco F12), Gabriel Sosa (100, 400 y 1500 metros T54), Romina Fernández (lanzamiento de bala F32), Mahira Bergallo (lanzamiento de bala F35) y Pablo Giménez Reynoso (lanzamiento de bala y jabalina F57) y Aldana Ibáñez.

### Boccia
En boccia clasificaron Stefanía Ferrando en categoría BC3 (individuales) tras ganar el regional de San Pablo 2018 y el equipo integrado por Ailén Flores, Mauricio Ibarbure, Jonatan Aquino y Luis Cristaldo en la categoría BC1/2, que ganó la medalla dorada en Lima 2019.

### Canotaje
En canotaje clasificaron Lucas Díaz Aspiroz y Ariel Atamañuk.

### Ciclismo
El equipo de ciclismo quedó formado por Mariela Delgado, Rodrigo López, Maximiliano Gómez y Sebastián Tolosa, estos dos últimos en tándem.

### Fútbol 5
Argentina clasificó a su selección masculina de fútbol para ciegos tras ser derrotados por Brasil en el Campeonato Mundial de Fútbol Para Ciegos de la Federación Internacional de Deportes para Ciegos, quienes ya se encontraban clasificados.

### Judo
Tres yudocas integran el equipo argentino. Eduardo Gauto (-66 kg), clasificó al coronarse campeón en Lima 2019. El equipo se completa con Laura González (-57 kg) y Fabián Ramírez (-73 kg).

### Natación
El equipo de natación quedó integrado por once deportistas (6 varones y 5 mujeres): Fernando Carlomagno, Iñaki Basiloff, Matías De Andrade, Diego Nicolás Rivero, Lautaro Maidana Cancinos, Lucas Poggi, Daniela Giménez, Analuz Pellitero, Elizabeth Noriega, Nadia Báez y Elizabeth Noriega, esta última mediante invitación (wild card).

### Remo
Brenda Sardón clasificó en remo adaptado.

### Taekwondo
Juan Samorano clasificó en taekwondo.

### Tenis adaptado
El equipo argentino olímpico en tenis adaptado quedó integrado por cuatro tenistas, Gustavo Fernández, Florencia Moreno, Agustín Ledesma y Ezequiel Casco.

### Tenis de mesa
El equipo de tenis de mesa quedó integrado por cinco tenistas. Gabriel Copola y Mauro Depérgola clasificaron al ganar el campeonato de Lima 2019, y Constanza Garrone alcanzó la clasificación por su posición en el ranking. Adicionalmente, entraron por invitación (wild card) Verónica Blanco y Fernando Eberhardt.